# Список операционных систем с поддержкой процессоров ARM
Архитектура ARM поддерживается множеством операционных систем. Среди них есть Unix и Unix-подобные ОС: GNU/Linux, BSD, QNX, Plan 9, Inferno, Solaris, iOS, Android, Firefox OS. 
Также на платформе могут работать отдельные варианты семейства Windows: Windows CE, Windows Phone, Windows RT.
Кроме того ARM поддерживают ОС: A2, ReactOS, FreeRTOS, Nucleus, Symbian OS, RISC OS.

## Поддержка Unix-подобными системами

### Windows
Следующие сборки Windows поддерживают процессоры ARM:
- Windows Mobile
- Windows IoT

### macOS
Следующие версии macOS поддерживают процессоры ARM:
- macOS Big Sur
- macOS Monterey
- macOS Ventura[3]
- macOS Sonoma[4]

### Дистрибутивы Linux
Следующие дистрибутивы Linux поддерживают процессоры ARM:
- Ångström
- ALT Linux[5]
- Arch linux[6]
- Astra Linux
- Bodhi Linux
- Chrome OS
- Debian[7]
- ELinOS[8]
- Fedora[9]
- Centos[10]
- Gentoo[11]
- GoboLinux[12]
- iPodLinux
- Kali linux
- Maemo
- MeeGo
- MontaVista[13]
- openSUSE[14]
- Open webOS
- Sailfish OS
- Slackware[15]
- T2 SDE[16]
- Ubuntu[17][18]
- Wind River Linux[19]
- Raspbian
- Batocera.linux

### BSD
Следующие ОС, производные от BSD, поддерживают процессоры ARM:
- RISC iX (Acorn ARM2/ARM3-based systems only)
- FreeBSD[20]
- NetBSD[21]
- OpenBSD[22]

### Solaris
Хотя классическая версия Solaris работает только на x86/x86_64 и SPARC, в 2008—2009 годах существовала инициатива «osarm» по портированию версии OpenSolaris на ARM.